# مسابقات جهانی پارا وزنه برداری ۲۰۱۷
مسابقات جهانی پارا وزنه برداری ۲۰۱۷ رقابتی برای ورزشکاران وزنه بردار معلول بود که در شهر مکزیکوسیتی، مکزیک از ۱۱ آذر ۱۳۹۶ لغایت ۱۷ آذر ۱۳۹۶ برگزار شد. این مسابقات یکی از رقابت‌های اجباری برای کسب سهمیه بازی‌های پارالمپیک تابستانی ۲۰۲۰ بود که در توکیو، ژاپن برگزار شد.
تیم ملی جمهوری اسلامی ایران در این مسابقات با ۱۴ ورزشکار و کسب ۳ طلا، ۴ نقره و ۱ برنز موفق به کسب مقام قهرمانی در بخش مردان شد اما به دلیل نداشتن ورزشکار زن در جدول مدالی کل در جایگاه سوم ایستاد.

## تیم ملی جمهوری اسلامی ایران

### کادر فنی
سرپرست - محمد امامیان
سرمربی - علی‌اصغر رواسی
مربی - سید محمدجواد رازی و سید محمدرضا میرشفیعی و علی فخرآور

### ورزشکاران
دسته ۴۹ کیلوگرم - مانی دهباشی
دسته ۵۹ کیلوگرم - امیر جعفری ارنگه  و سید یوسف یوسفی 
دسته ۶۵ کیلوگرم - صمد عباسی
دسته ۷۲ کیلوگرم - نادر مرادی  و روح‌الله رستمی 
دسته ۸۰ کیلوگرم - سید علی حسینی - مجید فرزین 
دسته ۸۸ کیلوگرم - سیدحامد صلحی‌پور 
دسته ۹۷ کیلوگرم - سامان رضی
دسته ۱۰۷ کیلوگرم - علی صادق‌زاده
دسته ۱۰۷+ کیلوگرم - سیامند رحمان  و منصور پورمیرزایی 

## جدول مدال
*   کشور میزبان (مکزیک)
| رتبه           | NPC                     | طلا | نقره | برنز | مجموع |
| -------------- | ----------------------- | --- | ---- | ---- | ----- |
| ۱              | چین (CHN)               | ۵   | ۵    | ۲    | ۱۲    |
| ۲              | نیجریه (NGR)            | ۵   | ۳    | ۲    | ۱۰    |
| ۳              | ایران (IRI)             | ۳   | ۴    | ۱    | ۸     |
| ۴              | مصر (EGY)               | ۳   | ۰    | ۲    | ۵     |
| ۵              | مکزیک (MEX)*            | ۲   | ۰    | ۱    | ۳     |
| ۶              | ویتنام (VIE)            | ۱   | ۲    | ۰    | ۳     |
| ۷              | فرانسه (FRA)            | ۱   | ۰    | ۰    | ۱     |
| ۸              | اردن (JOR)              | ۰   | ۱    | ۲    | ۳     |
| ۸              | اوکراین (UKR)           | ۰   | ۱    | ۲    | ۳     |
| ۱۰             | ترکیه (TUR)             | ۰   | ۱    | ۱    | ۲     |
| ۱۱             | امارات متحدهٔ عربی (UAE) | ۰   | ۱    | ۰    | ۱     |
| ۱۱             | مغولستان (MGL)          | ۰   | ۱    | ۰    | ۱     |
| ۱۱             | کوبا (CUB)              | ۰   | ۱    | ۰    | ۱     |
| ۱۴             | ازبکستان (UZB)          | ۰   | ۰    | ۱    | ۱     |
| ۱۴             | الجزایر (ALG)           | ۰   | ۰    | ۱    | ۱     |
| ۱۴             | برزیل (BRA)             | ۰   | ۰    | ۱    | ۱     |
| ۱۴             | بریتانیای کبیر (GBR)    | ۰   | ۰    | ۱    | ۱     |
| ۱۴             | تایوان (TPE)            | ۰   | ۰    | ۱    | ۱     |
| ۱۴             | کلمبیا (COL)            | ۰   | ۰    | ۱    | ۱     |
| ۱۴             | یونان (GRE)             | ۰   | ۰    | ۱    | ۱     |
| مجموع (۲۰ NPC) | مجموع (۲۰ NPC)          | ۲۰  | ۲۰   | ۲۰   | ۶۰    |

## مدال آوران

### مردان
| Event   | طلا                            | نقره                                       | برنز                           |
| ------- | ------------------------------ | ------------------------------------------ | ------------------------------ |
| 49 kg   | Lê Văn Công · ویتنام           | Omar Qarada · اردن                         | Yakubu Adesokan · نیجریه       |
| 54 kg   | Roland Ezuruike · نیجریه       | Nguyễn Bình An · ویتنام                    | Dimitrios Bakochristos · یونان |
| 59 kg   | Paul Kehinde · نیجریه          | امیر جعفری · ایران                         | سید یوسف یوسفی · ایران         |
| 65 kg   | Paul Kehinde · نیجریه          | Liu Lei · چین                              | Hocine Bettir · الجزایر        |
| 72 kg   | نادر مرادی · ایران             | روح‌الله رستمی · ایران                      | Hu Peng · چین                  |
| 80 kg   | مجید فرزین · ایران             | Gu Xiaofei · چین                           | Abdelkareem Khattab · اردن     |
| 88 kg   | Ye Jixiong · چین               | حامد صلحی‌پور · ایران                       | Evânio da Silva · برزیل        |
| 97 kg   | Mohamed Eldib · مصر            | Mohammed Khamis Khalaf · امارات متحده عربی | Fabio Torres · کلمبیا          |
| 107 kg  | Jose de Jesus Castillo · مکزیک | Sodnompiljee Enkhbayar · مغولستان          | Anton Kriukov · اوکراین        |
| +107 kg | سیامند رحمان · ایران           | منصور پورمیرزایی · ایران                   | Jamil Elshebli · اردن          |

### زنان
| Event  | طلا                             | نقره                          | برنز                          |
| ------ | ------------------------------- | ----------------------------- | ----------------------------- |
| 41 kg  | Cui Zhe · چین                   | Leidy Rodríguez · کوبا        | Li Jinyun · چین               |
| 45 kg  | Guo Lingling · چین              | Nazmiye Muslu Muratlı · ترکیه | Zoe Newson · بریتانیا         |
| 50 kg  | Rehab Ahmed · مصر               | Đặng Thị Linh Phượng · ویتنام | Besra Duman · ترکیه           |
| 55 kg  | Amalia Pérez · مکزیک            | Mariana Shevchuk · اوکراین    | Ruza Kuzieva · ازبکستان       |
| 61 kg  | Lucy Ogechukwu Ejike · نیجریه   | Cui Jianjin · چین             | Tetyana Shyrokolava · اوکراین |
| 67 kg  | Tan Yujiao · چین                | Olaitan Ibrahim · نیجریه      | Gihan Abdelaziz · مصر         |
| 73 kg  | Souhad Ghazouani · فرانسه       | Han Miaoyu · چین              | Ndidi Nwosu · نیجریه          |
| 79 kg  | Xu Lili · چین                   | Bose Omolayo · نیجریه         | Lin Tzu-hui · تایوان          |
| 86 kg  | Folashade Oluwafemiayo · نیجریه | Zheng Feifei · چین            | Gehan Hassan · مصر            |
| +86 kg | Randa Mahmoud · مصر             | Loveline Obiji · نیجریه       | Perla Bárcenas · مکزیک        |

1. ↑  "Mexico City 2017 - Live Results - Powerlifting". International Paralympic Committee (به انگلیسی). Retrieved 2023-09-28.
2. ↑  «تیم ملی وزنه برداری جانبازان و معلولین ایران در بخش مردان قهرمان جهان شد - ایسکانیوز». khabarban.com. دریافت‌شده در ۲۰۲۳-۰۹-۲۸.